# شريف سليمان
شريف سليمان (بالفرنسية: Souleymane CHERIF)‏ مواليد 1944 في غينيا، هو لاعب كرة قدم غيني سابق كان يلعب كلاعب وسط، لعب لمنتخب غينيا الوطني ونادى هافيا كوناكرى الغينى كما تولي تدريب منتخب الشباب الغيني بكأس العالم للشباب تحت 17 سنة.
كان من أوائل اللاعبين الذين حصلوا علي جائزة أفضل لاعب أفريقي خلال العام و التي قامت بتنظيمها مجلة فرانس فوتبول ابتداء من عام 1970 حيث كان ثالث لاعب يحصل علي جائزة الحذاء الذهبي ( أفضل لاعب أفريقي) و ذلك لعام 1972.

## انجازات
مع منتخب غينيا
- وصيف كأس الأمم الأفريقية لكرة القدم: 1976

## وصلات خارجية
- شريف سليمان على موقع الاتحاد الدولي (مؤرشف)  (الإنجليزية)
- شريف سليمان على موقع قاعدة بيانات كرة القدم.إي يو (الإنجليزية)
- شريف سليمان على موقع ناشيونال فوتبول تيمز (الإنجليزية)
- شريف سليمان على موقع عالم كرة القدم.نت (الإنجليزية)
- شريف سليمان على موقع أوليمبيديا (الإنجليزية)
- صفحة اللاعب على موقع الفيفا